# Adrian Țuțuianu
Adrian Țuțuianu (ur. 1 sierpnia 1965 w Malu cu Flori w okręgu Dymbowica) – rumuński polityk, prawnik i samorządowiec, parlamentarzysta, w 2017 minister obrony narodowej.

## Życiorys
Ukończył szkołę średnią o profilu chemicznym, następnie studiował prawo na Uniwersytecie Bukareszteńskim. W 2006 doktoryzował się z prawa handlowego na macierzystej uczelni. W latach 1990–1995 pracował jako urzędnik w administracji okręgu Dymbowica, następnie zajmował różne stanowiska w spółkach prawa handlowego. W 1999 podjął praktykę w zawodzie adwokata, a rok później został nauczycielem akademickim na Universitatea Valahia din Târgoviște.
Od 1998 członek Partii Socjaldemokratycznej, obejmował różne funkcje w jej strukturach lokalnych, regionalnych i krajowych. W 2012 został przewodniczącym partii na poziomie okręgu. Od 2004 do 2008 zasiadał w radzie okręgu Dymbowica. W latach 2008–2012 po raz pierwszy wchodził w skład Senatu. W 2012 został wybrany na przewodniczącego rady okręgu Dymbowica. W wyniku wyborów w 2016 powrócił w skład wyższej izby rumuńskiego parlamentu.
29 czerwca 2017 objął urząd ministra obrony narodowej w gabinecie Mihaia Tudosego. Ustąpił z tego stanowiska we wrześniu tego samego roku. W styczniu 2019 opuścił socjaldemokratów, dołączając do ugrupowania PRO Rumunia Victora Ponty. Później powrócił do PSD, objął funkcję zastępcy sekretarza generalnego rządu.